# Josef Clemens von Westerholt zu Westerholt und Alst
Josef Clemens von Westerholt zu Westerholt und Alst (Taufname: Josef Clemens August Maria) (* 14. November 1720 in Schloss Westerholt; † 11. Mai 1766 ebenda) war kurkölnischer Kämmerer und Fideikommissherr in Westerholt.

## Leben

### Herkunft und Familie
Josef Clemens von Westerholt zu Westerholt und Alst entstammte dem westfälischen Adelsgeschlecht von Westerholt und war der Sohn des Ferdinand Otto von Westerholt (1682–1741) und dessen Gemahlin Maria Agnes von Ketteler zu Sythen (1686–1724). Im April 1744 heiratete er Wilhelmina Franziska von der Recke zu Horst und Uhlenbrock (* 1726). Aus der Ehe ging die Tochter Wilhelmine Friederike (1757–1820, ⚭ 1769 Freiherr Ludolf Friedrich Adolf von Boenen zu Berge (1747–1829)) hervor. Deren Kinder waren
- Anna Maria Wilhelmine (1773–1852, Jugendfreundin Beethovens)
- Maximilian Friedrich (1772–1854 ⚭ Friederike von Bretzenheim)
- Wilhelm Ludwig (1782–1852, Landrat in Recklinghausen)
- Luise (1797–1866, ⚭ 1813 Johann Ignaz Franz von Landsberg-Velen).

Josefs Großonkel Johann Heinrich von Gysenberg starb im Jahre 1725, ohne Nachkommen hinterlassen zu haben. Somit erbte er die Familiengüter Gysenberg. Die Erbschaft war an die Bedingung geknüpft, den Namen Gysenberg zu führen. Am 27. März 1744 erteilte Kaiser Karl VII. die Genehmigung zur Vereinigung mit dem Namen Gysenberg und erhob die Familie in den Reichsfreiherrenstand.

### Wirken
Im Jahre 1741 trat Josef Clemens nach dem Tod seines Vaters dessen Nachfolge an. Mit der Aufschwörung zur Münsterschen Ritterschaft im Jahre 1744 wurde er Mitglied im Landtag. Drei Jahre später gehörte er der Ritterschaft Berg an. 1745 wurde er Kämmerer in Kurköln und war Geheimrat.
Mit seinem Tod im Jahre 1762 erlosch die männliche Linie der Familie Westerholt.